# Pallanne
Pallanne település Franciaországban, Gers megyében. Lakosainak száma 62 fő (2022. január 1.). Pallanne Bars, Laas, Marseillan, Monlezun, Saint-Christaud és Tillac községekkel határos.

## Népesség
A település népességének változása:
| Lakosok száma | 87   | 58   | 49   | 63   | 67   | 60   | 59   | 62   | 63   | 62   |
|               | 1968 | 1982 | 1990 | 2006 | 2013 | 2015 | 2017 | 2019 | 2020 | 2022 |